# Christophe Euzet
Christophe Euzet, nascut el 2 d'abril del 1967 a Perpinyà, és un jurista, acadèmic i polític francès.
Ensenya dret constitucional i relacions internacionals a la Universitat de Perpinyà des del 1998. Va ser elegit diputat a la setena circumscripció de l'Erau el 2017. Inicialment, va formar part del grup La République en Marche abans de marxar-ne per participar en la fundació del grup Agir ensemble el 2020, del qual és membre. Té un càrrec del Ministeri d'Educació Superior fins al maig del 2024.
Va ser el candidat de la majoria presidencial per a les eleccions legislatives franceses de 2024 a la Primera circumscripció dels Pirineus Orientals.

## Biografia
Christophe Euzet va néixer, es va criar i viu a Perpinyà, a la Catalunya Nord. És casat i té dos fills. Després de completar els estudis a Perpinyà fins al nivell de màster, va cursar un doctorat en dret públic a la Universitat de Ciències Socials de Tolosa.

## Carrera acadèmica
Christophe Euzet té un doctorat en dret públic. El 1997, va defensar una tesi titulada "Elements per a una teoria general de les transicions democràtiques a finals del segle XX" a la Universitat de Tolosa. Posteriorment, va obtenir plaça de professor a la Universitat de Perpinyà.

## Carrera política
Després d'unir-se a La République en Marche el 2017, va ser inclòs a les llistes de la setena circumscripció de l'Erau per a les eleccions legislatives. El 18 de juny del 2017, va guanyar les eleccions a la segona volta contra el Front Nacional.
Va formar part de la Comissió de Dret i va ser jutge del Tribunal de Justícia de la República del 2017 al 2020.
El maig del 2020, va deixar el grup LREM per unir-se al grup Agir ensemble.
El 2020, va presentar un projecte de llei contra la glotofòbia o discriminació lingüística, per tal d'incloure l'accent a la llista de causes de discriminació punibles pel Codi Penal i també pel codi laboral. El 26 de novembre de 2020, va ser adoptat en sessió pública a l'Assemblea Nacional.
El 8 de juny del 2021, el primer ministre Jean Castex li va encarregar, juntament amb Yannick Kerlogot, diputat de Costes d'Armor, una comissió parlamentària sobre l'ensenyament de les llengües dites regionals. A les eleccions legislatives del juny del 2022, va ser derrotat en primera volta i va perdre l'escó de diputat.
El 14 de juny del 2024 va anunciar la seva candidatura a la 1a circumscripció dels Pirineus Orientals a les eleccions legislatives anticipades del 30 de juny i el 7 de juliol. L'escó va ser finalment per a la diputada del Reagrupament Nacional Sophie Blanc.
El 16 d'octubre del 2024 va presentar candidatura a l'alcaldia de Perpinyà per a les eleccions municipals de 2026.